# Pedro Astorga
Pedro Amaru Astorga Leiva (Santiago, 2 de julio de 1988) es un publicista y deportista extremo, conocido por ser el ganador de los realitys Pareja perfecta y Amor a prueba.

## Biografía
Nació el 2 de julio de 1988 en Santiago, Chile. Es hijo del reconocido documentalista Ricardo Astorga y de la bailarina Inés Leiva. Su madre falleció en octubre de 2013 producto de la enfermedad degenerativa esclerosis lateral amiotrófica (ELA), razón por la cual Astorga hace activismo para concientizar sobre dicha enfermedad.
Desde 2008 integra junto a sus primos el Equipo Cascada, equipo de rafting que ha representado a Chile en cuatro mundiales.
En 2015, junto a su hermano Benjamín Astorga y su primo Amael Orrego, crearon la cerveza artesanal "Jauría".
En el año 2024, ingresó al reality show Gran Hermano de Chilevisión luego de nueve años sin participar en uno, quedándose finalmente con el tercer lugar del programa.

## Televisión
| Año  | Programa          | Rol                        | Canal       | Ref.   |
| ---- | ----------------- | -------------------------- | ----------- | ------ |
| 2010 | Fear Factor Chile | Participante (Ganador)     | Canal 13    | [ 12 ] |
| 2012 | Pareja perfecta   | Participante (Ganador)     | Canal 13    | [ 2 ]  |
| 2013 | Salta si puedes   | Participante (3.er puesto) | Chilevisión | [ 13 ] |
| 2015 | Amor a prueba     | Participante (Ganador)     | Mega        | [ 3 ]  |
| 2024 | Gran Hermano      | Participante (3.er lugar)  | Chilevisión | [ 11 ] |
| 2025 | El Clan           | Presentador                | Canal 13    |        |

## Rafting
Participaciones en Panamericanos
| Año  | Sede        | Sprint            | H2H               | Slalom           | Downriver | General |
| ---- | ----------- | ----------------- | ----------------- | ---------------- | --------- | ------- |
| 2008 | Río Mendoza | 7°                | Medalla de bronce | 8°               | 5°        | 6°      |
| 2010 | Río Iguazú  | Medalla de bronce | Medalla de bronce | Medalla de plata | 4°        | 3°      |

Participaciones en Mundiales
| Año  | Sede        | Sprint           | H2H               | Slalom | Downriver | General |
| ---- | ----------- | ---------------- | ----------------- | ------ | --------- | ------- |
| 2009 | Río Vrbas   | Medalla de plata | ?                 | 7°     | 19°       | 10°     |
| 2011 | Río Pacuare | 7°               | Medalla de oro    | 5°     | 11°       | 5°      |
| 2013 | Río Kaituna | 10°              | Medalla de oro    | 9°     | 5°        | 4°      |
| 2018 | Río Aluminé | 5°               | Medalla de bronce | 4°     | 6°        | 5°      |

## Kayak
| Competencia                 | 2014 | 2015 | 2016 | 2017 | 2018 |
| --------------------------- | ---- | ---- | ---- | ---- | ---- |
| Payette River Games         | ?    | –    | –    | –    | –    |
| Puesco Fest                 | 7°   | ?    | 3°   | 2°   | –    |
| Guardián del Maipo          | –    | ?    | ?    | 5°   | 3°   |
| Adidas Sickline             | –    | 65°  | –    | –    | –    |
| Ñuble Fest                  | –    | ?    | 2°   | –    | –    |
| Futaleufú XL                | –    | –    | ?    | –    | –    |
| Bigfork Whitewater Festival | –    | –    | 3°   | –    | –    |
| North Fork Championship     | –    | –    | 27°  | 27°  | 10°  |
| Pucón River Fest            | –    | –    | 2°   | 1°   | –    |
| GoPro Mountain Games        | –    | –    | –    | 3°   | –    |
| Machu Picchu Kayak Fest     | –    | –    | –    | ?    | –    |